# Zamek w Azay-le-Rideau
Zamek w Azay-le-Rideau (fr. Château d'Azay-le-Rideau) – zamek w Azay we Francji nad rzeką Indre, zaliczany do zamków nad Loarą.

## Historia
Historia zamku w tym miejscu sięga 1119 roku, kiedy Ridel d'Azay, jeden z pierwszych właścicieli tych ziem, zbudował tu pierwsze dzieło obronne w celu kontrolowania drogi pomiędzy Chinon i Tours. Twierdza ta została zdobyta i zniszczona w 1418 roku przez wojska delfina, Karola VII, w trakcie walk o koronę Francji.
Przebudowę starego obronnego zamku prowadził w latach 1518–1527 jego nowy właściciel skarbnik Francji, burmistrz Tours Gilles Berthelot wraz z żoną Philippe Lesbahy. Ze starego zamku pozostawiono jedynie wieżę oraz główny budynek we wschodniej części. 2 lutego 1518 roku na budowie pojawił się król Franciszek I. Postępy prac były szybkie, aż do dramatycznych wydarzeń związanych z problemami finansowymi króla Francji, w wyniku których niedokończona budowa zamku została skonfiskowana w 1528 roku. Gilles Bertholt zmuszony był uciec do  Lotaryngii z powodu procesu wytoczonego mu przez króla Franciszka I za domniemane malwersacje. Nowym właścicielem został przyjaciel króla, Antoinne Raffin. Jego potomkowie mieszkali w zamku do końca XIX w., kiedy to został on kupiony przez arystokratę Charlesa de Biencourt. W 1905 r. zamek stał się własnością państwa, które udostępniło go zwiedzającym. Z dniem 18 kwietnia 1914 r. uzyskał oficjalnie status zabytku.

## Opis zamku

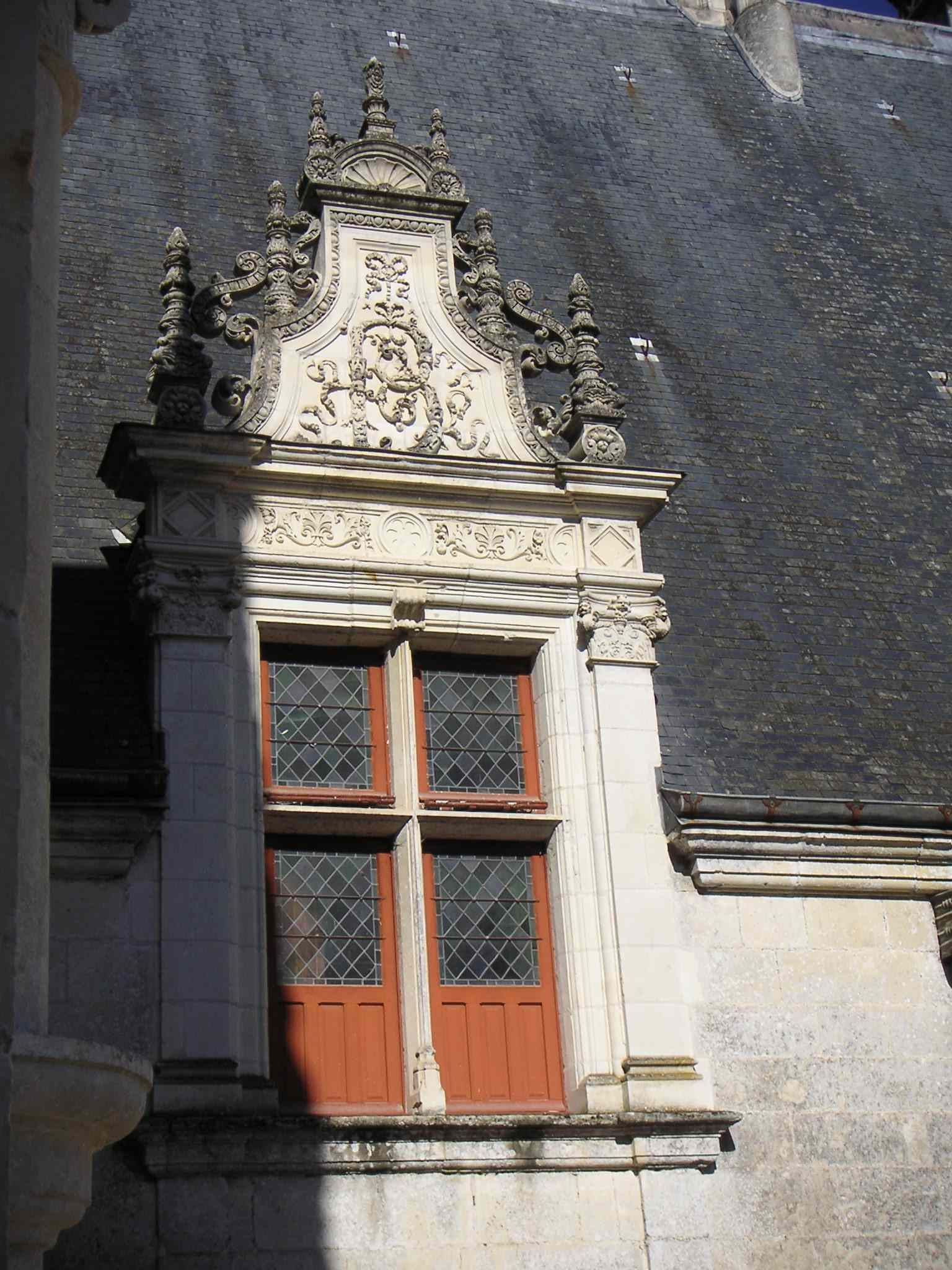
Kunsztowne zdobienia lukarny

Zbudowany został na wyspie otoczonej przez rzekę Indre, jego rozbudowa przebiegała w stylu wczesnego włoskiego renesansu, bardzo charakterystycznego dla doliny Loary, z pilastrami i gzymsami horyzontalnymi, z kunsztownymi ozdobami lukarn.
Zamek składa się z dwóch budynków połączonych w kształcie litery L, ozdobionych bocznymi wieżyczkami. Budynek główny zdominowany jest okazałymi, prostymi schodami. Charakterystycznymi elementami fasady są salamandra i gronostaj symbole Franciszka I i królowej Claude, a także litery G, P i B – inicjały małżonków Berthelot. Z bocznego skrzydła, gdzie kiedyś był most zwodzony, jest przejście do ogrodu. Park w stylu angielskim założyła rodzina Biencourt. Alejki prowadzące koncentrycznie do zamku pozwalały oglądać go ze wszystkich stron. 

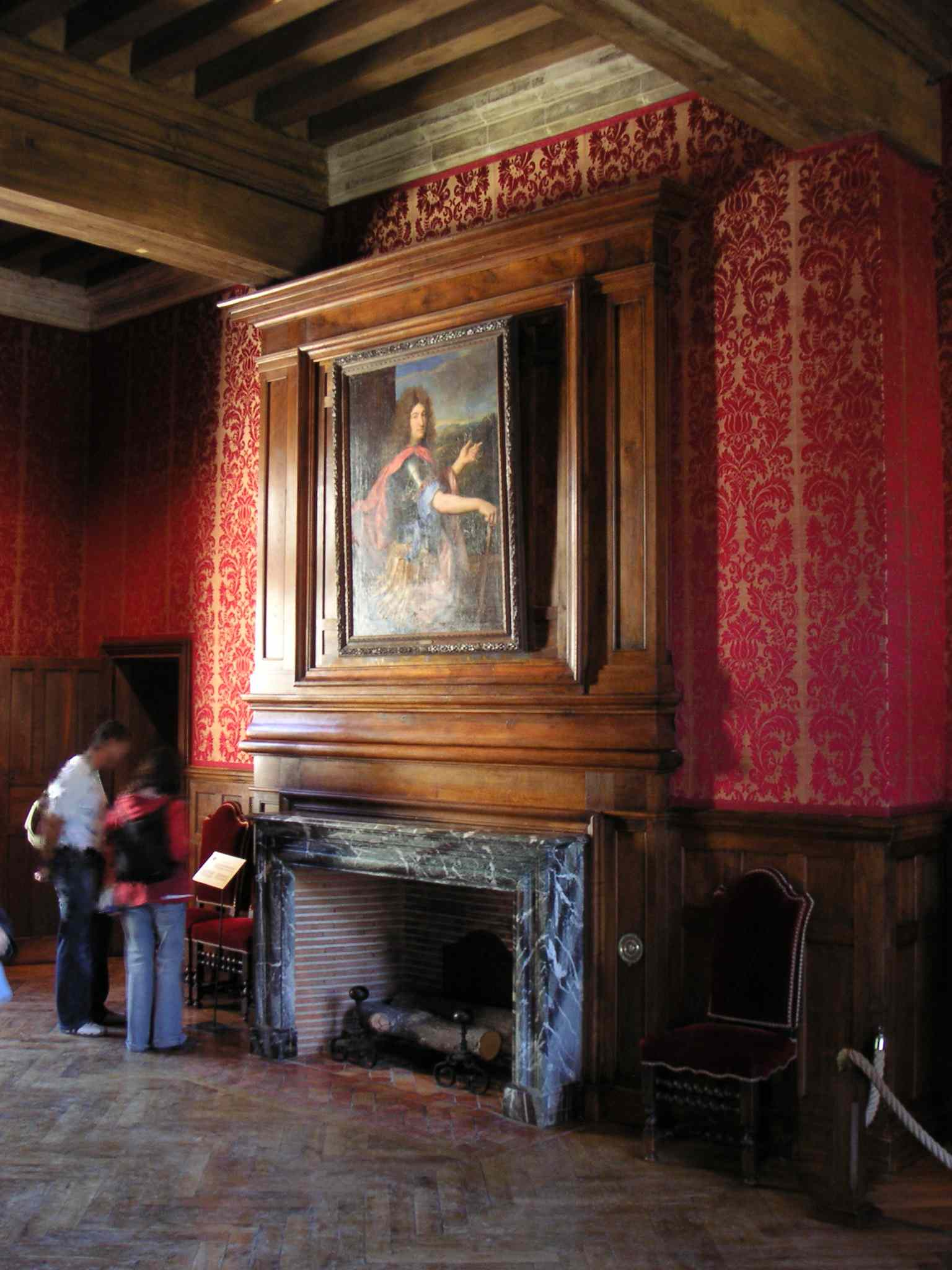
Jedna z sal zamku

Wnętrze zamku słynie z bogatej kolekcji arrasów flamandzkich, które zdobią ściany szesnastowiecznym zwyczajem oraz dużych obrazów i portretów nawiązujących do czasów Walezjuszów i Burbonów. Najstarszy arras pochodzi z 1500 roku, został wykonany przez tkaczy brukselskich w stylu gotyckim, eksponowany jest w sali balowej. Większość tkanin pochodzi z XVII wieku również z Flandrii, dominują kolory niebieski i czarny. Portrety przedstawiają m.in. Franciszka I, Henryka III i jego żony Louise de Lorraine, Ludwika XIII.